# Cascandite
La cascandite est un minéral de la classe des silicates, qui appartient au groupe de la wollastonite. Il a été nommé d'après le calcium et le scandium de sa composition chimique.

## Caractéristiques
La cascandite est un silicate de formule chimique Ca(Sc,Fe2+)(HSi3O9) ou Ca(Sc,Fe2+)Si3O8(OH). Elle a été approuvée comme espèce valide par l'Association internationale de minéralogie en 1980, et la première publication date de 1982. Elle cristallise dans le système triclinique. Sa dureté sur l'échelle de Mohs est comprise entre 4,5 et 5,5.

## Classification
Selon la classification de Nickel-Strunz, la cascandite appartient à "09.DG - Inosilicates avec 3 chaînes simples et multiples périodiques", avec les minéraux suivants : bustamite, ferrobustamite, pectolite, sérandite, wollastonite, wollastonite-1A, plombiérite, clinotobermorite, riversidéite, tobermorite, foshagite, jennite, paraumbite, umbite, sørensenite, xonotlite, hillebrandite, zorite, chivruaïte, haineaultite, épididymite, eudidymite, elpidite, fénaksite, litidionite, manaksite, tinaksite, tokkoïte, senkevichite, canasite, fluorcanasite, miserite, frankaménite, charoïte, yuksporite et eveslogite.
L'échantillon qui a servi à déterminer l'espèce, connu sous le nom de matériau type, est conservé au Musée municipal d'histoire naturelle de Milan (Italie), sous le numéro d'enregistrement : 23270.

## Formation et gisements
Elle a été découverte dans la carrière Giacomini, située dans le village d'Agrano, dans la commune d'Omegna (province du Verbano-Cusio-Ossola, Piémont, Italie). Elle a également été décrite dans d'autres endroits de la même province, ainsi que dans la municipalité de Drangedal, dans le comté de Telemark (Norvège). Ces lieux sont les seuls de toute la planète où cette espèce minérale a été décrite.